# Relações entre Estados Unidos e Marrocos
As relações entre Estados Unidos e Marrocos são as relações diplomáticas bilaterais entre os Estados Unidos da América e o Reino de Marrocos. Tais relações entre os dois países tiveram início durante a Revolução Americana, quando o país africano tornou-se o primeiro a reconhecer os esforços dos colonos norte-americanos em alcançar independência com relação a Grã-Bretanha. Desta forma, o Marrocos permanece como o mais longevo e próxima aliado político dos Estados Unidos no Norte da África, uma condição acentuada pela postura marroquina contra os grupos terroristas do Oriente Médio. Além disto, por sua contribuição na captura de membros da al-Qaeda, o Marrocos foi designado um aliado extra-OTAN por George W. Bush em 2004.
As relações entre as duas nações foram oficializadas em 1787 quando o Senado dos Estados Unidos ratificou o Tratado de Paz e Amizade, que vinha sendo negociado desde o ano anterior. Renegociado em 1836, o tratado ainda permanece em vigor, constituindo o mais duradouro tratado diplomático na história estadunidense. Em 1821 o governo marroquino presenteou os Estados Unidos com um prédio público na cidade de Tânger, que mantém-se até hoje como a primeira propriedade do governo estadunidense no exterior. O Marrocos é também um dos poucos países africanos a não exigir visto de entrada aos cidadãos estadunidenses.
Os Estados Unidos possuem uma embaixada em Rabat. O Marrocos possui uma embaixada em Washington, D.C..

## História

### 1777 – 1787
Em 1786, durante o reinado de Maomé III, Marrocos tornou-se a primeira nação árabe e primeira nação africana a firmar um tratado com os Estados Unidos. 
Em 20 de dezembro de 1777, Maomé III encarregou ao cônsul neerlandês em Salé de anunciar aos mercadores europeus em Tânger, Salé, Larache e Mogador que navios sob a bandeira americana poderiam adentrar livremente os portos do país, seguindo o exemplo de outras nações com as quais Marrocos não possuía lações diplomáticos, como Rússia e Prússia. O conhecimento das intenções amistosas do sultão não chegaram a Benjamin Franklin em Paris antes de abril de 1778. No ano anterior, Marrocos havia sido o primeiro país a reconhecer oficialmente a Independência dos Estados Unidos — porém, este reconhecimento não incluía tratados ou recebimento de embaixadores, sendo somente a recepção de navios americanos nos portos marroquinos. Durante todo o seu reinado, Maomé III esforçou-se por estabelecer uma formalidade nas relações entre os dois países, enquanto combatia também a pirataria que ameaçava o comércio marítimo na região. Finalmente em 1786, Thomas Barclay, cônsul estadunidense estabelecido em Paris, chegou a Marrocos para negociar o Tratado de Amizade Marroquino-Americano; assinado por John Adams e Thomas Jefferson no mesmo ano e ratificado pelo Congresso dos Estados Unidos em julho de 1787. 
Uma das diversas correspondências trocadas entre líderes dos dois países foi a carta de George Washington a Muhammed Ibn Abdullah. Em 1 de dezembro de 1789, Washington enviou uma carta narrando sua autoridade e a liderança de seu país e lamentando a falta de comunicação entre os dois povos. Na carta, Washington expressa seu pesar pela falta de aproximação entre as duas nações e agradece pela proteção aos navios de carga estadunidenses contra ataques de piratas na costa marroquina.

### Guerra Civil Americana
Durante a Guerra Civil Americana, Marrocos reafirmou seu compromisso diplomático com os Estados Unidos. O país africano também tornou-se embrião de uma tensão política envolvendo os governos beligerantes estadunidenses, França e Grã-Bretanha.

## Conflito com o Saara Ocidental

### Antecedentes

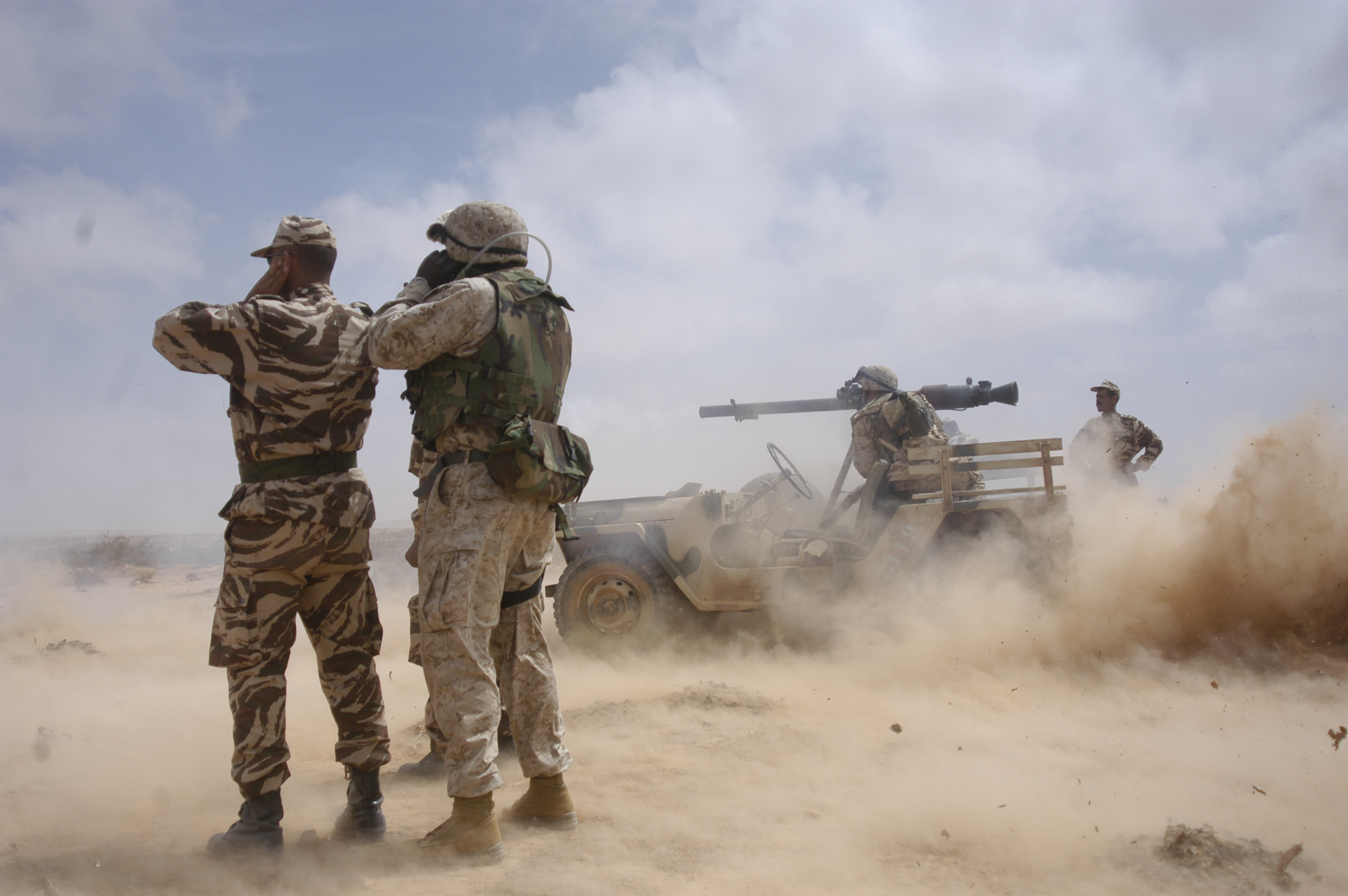
Fuzileiro naval estadunidense e soldado marroquino em treinamento na região de Tan-Tan, 2005.

Enquanto Donald Trump ainda não havia publicado sua posição oficial sobre o conflito com o Saara Ocidental, como seu antecessor Barack Obama, Bill Clinton iniciou um precedente seguido por George W. Bush. Ambos Clinton e Bush apoiaram Marrocos e mantiveram a posição de que "genuína autonomia sob a soberania marroquina é a única solução viável." Por outro lado, de acordo com dados de 2008 do Serviço de Pesquisas do Congresso, a posição oficial do governo estadunidense é apoiar ao Marrocos na disputa sobre o Saara Ocidental. O documento afirma ainda que "os Estados Unidos apoiam os esforços das Nações Unidas e têm conclamado ambas as partes a focar na autonomia - uma solução que não desestabilizaria seu aliado". O governo norte-americano têm sido o principal fornecedor de armas ao Marrocos, além de prover suporte à Real Força Aérea Marroquina, que criticou o uso de armamentos soviéticos pela Frente Polisário.

### 2009 - atualidade
Em abril de 2009, 229 membros da Câmara dos Representantes dos Estados Unidos, uma clara maioria e mais de 50 a mais dos que assinaram a carta em 2007, conclamaram Obama a apoiar o plano de paz de Marrocos e auxiliar a conclusão do conflito. Entre os signatários, constavam o Líder da Maioria Democrata Steny Hoyer e o Líder da Minoria Republicana John Boehner. Além de destacar que o Saara Ocidental havia se tornado um posto de recrutamento para islamistas, a carta afirmava que o conflito seria "o único obstáculo restante a impedir a segurança e cooperação necessárias para combater" o terrorismo na região. A carta referia-se à Resolução 1813 do Conselho de Segurança das Nações Unidas e encorajava Obama a seguir a política traçada por Bill Clinton e mantida por Bush, afirmando que "a genuína autonomia sob a soberania marroquina é a única solução plausível".